# Nomada nigrofasciata
Nomada nigrofasciata är en biart som beskrevs av Swenk 1913. Nomada nigrofasciata ingår i släktet gökbin, och familjen långtungebin. Inga underarter finns listade i Catalogue of Life.